# Törékeny tengeri csillag
A törékeny tengeri csillag (Ophioderma longicauda) a kígyókarúak (Ophiuroidea) osztályának Ophiacanthida rendjébe, ezen belül az Ophiodermatidae családjába tartozó faj.

## Előfordulása
A Földközi-tengertől az Atlanti-óceán szomszédos részéig, Bretagne-tól a Kongói Köztársaságig fordul elő.

## Megjelenése
2,5 centiméter átmérőjű testkorongján 15 centiméter hosszúságot elérő, vékony, igen mozgékony karok ülnek, amelyek minden irányban kígyószerűen mozgathatók. Felül feketés vagy világosbarna, hasi oldalán szürke vagy sárga, és gyakran világosabb vagy sötétebb barna, illetve vörös foltok és gyűrűk tarkítják. Tüskéi rövidek, és olyan szorosan simulnak a bőréhez, hogy annak felülete simának tűnik.

## Életmódja
A sziklás partokon gyakori 1-15 méter mélyen, de néha 70 méterig is lehatol. Leginkább moszatok között, kövek alatt, sziklahasadékokban, Posidonia- és Caulerpa-állományokban tartózkodik. Aktív és falánk ragadozó, de szívesen megeszi a dögöt is, amit nagyobb távolságról is képes megszimatolni.

## Szaporodása
A többi kígyókarúakhoz hasonlóan úszólárvákkal szaporodik.